# Las Vegas Strip Circuit
Der Las Vegas Strip Circuit ist ein temporärer Straßenkurs in Las Vegas in Nevada in den Vereinigten Staaten. Im Rahmen der Formel-1-Weltmeisterschaft 2023 wurde hier am 18. November 2023 erstmals seit 1982 ein Großer Preis von Las Vegas ausgetragen. Die 6,201 km lange Strecke führt unter anderem über den Las Vegas Strip.

## Geschichte
Es war das erste Formel-1-Rennen in Las Vegas seit dem Caesars Palace Grand Prix 1982. Die Veranstaltung fand auf einer neuen Straßenrennstrecke rund um den Las Vegas Strip statt. Nach dem Grand Prix von Miami und dem Grand Prix der Vereinigten Staaten war es der dritte Grand Prix in den Vereinigten Staaten im Formel-1-Kalender 2023, und es war das erste Mal seit 1982, dass in einer Formel-1-Saison drei Rennen in den Vereinigten Staaten ausgetragen wurden. Das Rennen war zudem der 1100. Lauf der Formel-1-Weltmeisterschaft.
Im Vorfeld wurden die Straßen des Kurses neu asphaltiert, um Schlaglöcher und Wellen im Belag angesichts der hohen zu erwartenden Geschwindigkeiten zu eliminieren.

## Strecke
Der von Carsten Tilke gestaltete, rund 6,201 km lange Stadtkurs umfasst 17 Kurven, drei lange Geraden – darunter eine 1,9 km lange Gerade, die über den Las Vegas Strip führt – und zwei DRS-Zonen für die Formel 1. Die 12 bis 15 Meter breite Strecke verläuft gegen den Uhrzeigersinn und beginnt auf einem stillgelegten Parkplatz, der für die Boxen und das Fahrerlager umgebaut wird und permanente Streckeneinrichtungen erhält.
Die erste Kurve ist eine Haarnadelkurve, danach macht die Strecke eine leichte Linkskurve und dann eine schnelle Rechtskurve, die von der permanenten Rennstrecke auf die Straßen der Stadt übergeht. Die Autos fahren 800 m die Koval Lane hinunter, bevor sie in eine langsame 90-Grad-Rechtskurve und dann in eine lange, geschwungene Linkskurve einbiegen, die die neue Sphere at The Venetian Resort umrundet, bevor sie durch eine Links-Rechts-Kurve und dann eine etwas schnellere Linkskurve fahren, die in die Sands Avenue übergeht. Die Strecke durchläuft dann zwei sehr schnelle Kurven auf der Sands Avenue, bevor sie in einer langsamen Linkskurve auf den Las Vegas Boulevard führt, der auch als Las Vegas Strip bekannt ist. Dies ist ein 1,18 Meilen (1,9 km) langer, flacher Abschnitt mit zwei Geraden und einer leichten Linkskurve, die an einigen der berühmtesten Hotels und Casinos von Las Vegas vorbeiführt. Die Strecke führt dann durch eine Reihe von engen, langsamen Kurven auf die Harmon Avenue, eine 800 m lange Gerade hinunter und dann durch eine sehr schnelle Linkskurve, um die Runde zu beenden und an den Boxen vorbei wieder auf die permanente Strecke zu gelangen.

## Veranstaltungen
Die Strecke ist Austragungsort des Großen Preis von Las Vegas der Formel 1. Im Rahmenprogramm startete die Ferrari Challenge North America. 2025 wird das Saisonfinale der F1 Academy, einer Nachwuchsrennserie nur für Frauen, auf dem Las Vegas Strip Circuit ausgetragen.

## Statistik
| Nr. | Jahr | Fahrer         | Konstrukteur | Motor      | Reifen | Zeit          | Streckenlänge | Runden | Datum        | GP von    |
| --- | ---- | -------------- | ------------ | ---------- | ------ | ------------- | ------------- | ------ | ------------ | --------- |
| 1   | 2023 | Max Verstappen | Red Bull     | Honda RBPT | P      | 1:29:08,289 h | 6,201 km      | 50     | 18. November | Las Vegas |
| 2   | 2024 | George Russell | Mercedes     | Mercedes   | P      | 1:22:05,969 h | 6,201 km      | 50     | 24. November | Las Vegas |